# 刺篱木
刺篱木（学名：Flacourtia indica），为大风子科刺篱木属下的一个植物种。
种名indica意为印度的。